# 瑪倫·斯塔普萊頓
洛伊絲·瑪倫·斯塔普萊頓（英語：Lois Maureen Stapleton，1925年6月21日—2006年3月13日）是美國演員。斯塔普萊頓是仅有的24位实现表演奖大满贯的演员之一。
瑪倫·斯塔普萊頓出生特洛伊，雙親是艾琳和約翰·P·斯特普爾頓。